# Primera División 1934/35
Die Primera División 1934/35 war die siebte Spielzeit der höchsten spanischen Fußballliga. Sie startete am 2. Dezember 1934 und endete am 28. April 1935.

## Vor der Saison
- Als Titelverteidiger ging der dreifache Meister Athletic Bilbao ins Rennen. Letztjähriger Vizemeister wurde Madrid FC.
- Aufgestiegen aus der Segunda División sind FC Sevilla und Athletic Madrid.

## Vereine
| Verein            | Stadt         | Stadion                     |
| ----------------- | ------------- | --------------------------- |
| FC Barcelona      | Barcelona     | Camp de Les Corts           |
| Español Barcelona | Barcelona     | Estadi Sarrià               |
| Athletic Bilbao   | Bilbao        | Estadio San Mamés           |
| Arenas Club       | Getxo         | Estadio Municipal de Gobela |
| Madrid FC         | Madrid        | Estadio de Chamartín        |
| Athletic Madrid   | Madrid        | Estadio Metropolitano       |
| Oviedo FC         | Oviedo        | Estadio Buenavista          |
| Donostia CF       | San Sebastián | Estadio de Atotxa           |
| Racing Santander  | Santander     | Estadio El Sardinero        |
| Betis Sevilla     | Sevilla       | Estadio Benito Villamarín   |
| FC Sevilla        | Sevilla       | Estadio de Nervión          |
| FC Valencia       | Valencia      | Estadio Mestalla            |

## Abschlusstabelle
Ab dieser Saison waren 12 Mannschaften vertreten.
| Pl. | Verein              | Sp. | S  | U | N  | Tore    | Quote | Punkte |
| --- | ------------------- | --- | -- | - | -- | ------- | ----- | ------ |
| 1.  | Betis Sevilla       | 22  | 15 | 4 | 3  | 043:190 | 2,26  | 34:10  |
| 2.  | Madrid FC (P)       | 22  | 16 | 1 | 5  | 061:340 | 1,79  | 33:11  |
| 3.  | Oviedo FC           | 22  | 12 | 2 | 8  | 060:470 | 1,28  | 26:18  |
| 4.  | Athletic Bilbao (M) | 22  | 11 | 3 | 8  | 060:370 | 1,62  | 25:19  |
| 5.  | FC Sevilla (N)      | 22  | 11 | 2 | 9  | 053:380 | 1,39  | 24:20  |
| 6.  | FC Barcelona        | 22  | 9  | 6 | 7  | 055:440 | 1,25  | 24:20  |
| 7.  | Athletic Madrid (N) | 22  | 8  | 5 | 9  | 040:450 | 0,89  | 21:23  |
| 8.  | Español Barcelona   | 22  | 9  | 2 | 11 | 047:590 | 0,80  | 20:24  |
| 9.  | FC Valencia         | 22  | 9  | 2 | 11 | 040:490 | 0,82  | 20:24  |
| 10. | Racing Santander    | 22  | 7  | 3 | 12 | 037:460 | 0,80  | 17:27  |
| 11. | Donostia CF         | 22  | 5  | 1 | 16 | 028:670 | 0,42  | 11:33  |
| 12. | Arenas Club         | 22  | 3  | 3 | 16 | 017:560 | 0,30  | 09:35  |

Platzierungskriterien: 1. Punkte – 2. Direkter Vergleich  – 3. Torquotient – 4. geschossene Tore
| (M) | Spanischer Meister 1933/34                 |
| (P) | Pokalsieger 1933/34                        |
| (N) | Neuaufsteiger der Segunda División 1933/34 |

## Kreuztabelle
| 1934/35           | Betis Sevilla | Madrid FC | Oviedo FC | Athletic Bilbao |     | FC Barcelona | Athletic Madrid | Español Barcelona | FC Valencia | Racing Santander | Donostia CF | Arenas Club |
| ----------------- | ------------- | --------- | --------- | --------------- | --- | ------------ | --------------- | ----------------- | ----------- | ---------------- | ----------- | ----------- |
| Betis Sevilla     |               | 1:0       | 2:1       | 1:0             | 2:2 | 2:1          | 2:0             | 5:0               | 3:0         | 3:1              | 1:0         | 0:0         |
| Madrid FC         | 0:1           |           | 2:1       | 5:2             | 3:1 | 8:2          | 2:0             | 7:2               | 3:0         | 3:2              | 2:0         | 6:1         |
| Oviedo FC         | 0:1           | 0:3       |           | 3:2             | 4:2 | 4:3          | 2:1             | 8:3               | 4:4         | 3:0              | 4:0         | 4:1         |
| Athletic Bilbao   | 0:0           | 4:1       | 4:0       |                 | 4:0 | 3:5          | 5:2             | 1:2               | 4:1         | 4:2              | 7:0         | 8:0         |
| FC Sevilla        | 0:3           | 1:3       | 3:1       | 3:0             |     | 3:1          | 4:0             | 5:1               | 4:2         | 2:0              | 7:2         | 4:0         |
| FC Barcelona      | 4:0           | 5:0       | 5:2       | 2:2             | 2:3 |              | 0:0             | 2:2               | 3:2         | 1:1              | 4:0         | 4:0         |
| Athletic Madrid   | 4:2           | 2:2       | 3:3       | 2:2             | 1:0 | 1:3          |                 | 5:2               | 5:2         | 3:1              | 3:1         | 3:1         |
| Español Barcelona | 1:1           | 2:4       | 3:2       | 1:3             | 1:4 | 4:1          | 0:2             |                   | 1:2         | 4:2              | 4:1         | 2:0         |
| FC Valencia       | 3:1           | 4:1       | 0:4       | 1:0             | 2:1 | 1:1          | 2:0             | 1:3               |             | 2:0              | 7:1         | 2:0         |
| Racing Santander  | 0:5           | 1:2       | 1:3       | 6:0             | 3:2 | 2:3          | 2:2             | 2:1               | 5:0         |                  | 2:1         | 0:0         |
| Donostia CF       | 2:4           | 1:2       | 3:5       | 0:4             | 0:0 | 2:1          | 4:0             | 1:4               | 3:1         | 2:3              |             | 3:2         |
| Arenas Club       | 0:3           | 1:2       | 1:2       | 0:1             | 3:2 | 2:2          | 3:1             | 0:4               | 2:1         | 0:1              | 0:1         |             |

## Nach der Saison
- 1. – Betis Sevilla – Meister

Absteiger in die Segunda División
- 11. – Donostia FC
- 12. – Arenas Club

Aufsteiger in die Primera División
- Hércules Alicante
- CA Osasuna

## Pichichi-Trophäe
Die Pichichi-Trophäe wird jährlich für den besten Torschützen der Spielzeit vergeben.
| Pl. | Nat.                    | Spieler            | Verein          | Tore |
| --- | ----------------------- | ------------------ | --------------- | ---- |
| 1   | Spanien Zweite Republik | Isidro Lángara     | Oviedo FC       | 26   |
| 2   | Spanien Zweite Republik | Elícegui           | Athletic Madrid | 20   |
|     | Spanien Zweite Republik | Ildefonso Fernando | Madrid FC       | 20   |
|     | Spanien Zweite Republik | Guillermo Campanal | FC Sevilla      | 20   |
| 5   | Spanien Zweite Republik | Bata               | Athletic Bilbao | 17   |

## Die Meistermannschaft von Betis Sevilla
(Spieler mit mindestens 5 Einsätzen wurden berücksichtigt; in Klammern sind die Spiele und Tore angegeben)
| 1.            | Betis Sevilla |
| Betis Sevilla | - Tor: Joaquín Urquiaga (21/-) - Abwehr: Serafín Aedo (22/-); Pedro Arezo (20/-); José Peral (22/-) - Mittelfeld: Adolfo (18/5); Francisco Gómez (20/-); Larrinoa (14/-); Simón Lecue (21/10); Rancél (9/5) - Sturm: José Caballero (13/3); Saro (21/-); Timimi (17/7); Víctor Unamuno (21/13) - Trainer: Patrick O’Connell |